# Víctor Raúl (Piura)
Víctor Raúl es una localidad peruana ubicada en el distrito de Piura, perteneciente a la provincia y departamento homónimo, al norte del Perú. 

## Ubicación
Víctor Raúl se ubica al oeste de la provincia de Piura, en el distrito de Piura, en el departamento de Piura.

## Demografía
En 2017 Víctor Raúl tenía una población de 24 habitantes.